# Saif SC
Saif Sporting Club é um time de futebol de Dhaka, Bangladesh. Atualmente é uma equipe do Bangladesh Football Premier League.
O clube é de propriedade da Saif Powertec Limited. O principal objetivo do clube é trazer profissionalismo em todas as etapas.

## História
O Saif Sporting Club foi oficialmente formado em agosto de 2016. Em 10 de setembro de 2016, a Federação de Futebol de Bangladesh deu o sinal verde para o clube para participar na Bangladesh League em 2016 .

## Títulos

### Convidado
- Copa Bodousa: 1 (2018)